# Alife
Alife és una antiga i petita vila de la Terra di Lavoro del Regne de Nàpols.
Ubicada a 35 quilòmetres de Càpua, avui pertany a la província de Caserta (Campània, districte de Piedimonte d'Alife, a la vora esquerra del riu Volturno, amb 7486 habitants (cens de 2009). Antigament va pertànyer als Samnites que la convertiren en República.

## Fills il·lustres
- Alessandro Vessella (1860-[...?]) músic i teòric musical.